# Achaeus brevirostris
Achaeus brevirostris is een krabbensoort uit de familie van de Inachidae. De wetenschappelijke naam van de soort werd voor het eerst geldig gepubliceerd in 1879 door William Aitcheson Haswell.